# 斯楚厄
斯楚厄（丹麥語：Struer），丹麥日德蘭半島上的一座城市，斯楚厄市鎮的行政中心。